# Can Manlleu
Can Manlleu és una masia de Vidreres (Selva) inclosa a l'Inventari del Patrimoni Arquitectònic de Catalunya.

## Descripció
Masia de planta rectangular que consta de dos pisos. Per una banda, tenim la planta baixa que contempla quatre obertures, de les quals cal destacar únicament el portal d'accés adovellat, d'arc de mig punt i amb unes dovelles de dimensions importants. Pel que al primer pis o planta noble, consta de tres obertures, dues de les quals -la central i la de ponent- són d'arc depressiu convex i amb muntants de pedra. En la finestra restant la llinda monolítica ha estat suprimida, però no els muntants de pedra. Arran de l'edat avançada de la masia i per tal de solucionar els problemes i mancançes d'espai, s'han realitzat diversos afegits a la masia, concentrats especialment a la part posterior i a ponent. Finalment, cal dir que la masia està coberta amb una teulada de vessant a laterals.